# Козельщанская икона Божией Матери
Козельщанская икона Божией Матери — икона Богородицы, почитаемая в Русской православной церкви чудотворной. Празднование иконе совершается  21 февраля (5 марта) в високосный год, 21 февраля (6 марта) в невисокосные годы.

## История
Точных сведений о происхождении иконы нет. Существуют две версии ранней истории образа. Наиболее известна версия, являющаяся фамильным преданием графов Каптистов (XIX век), которые были владельцами деревни Козельщина Кобелякского уезда Полтавской губернии (ныне посёлок Козельщина на Украине). Согласно этому преданию, сначала икона принадлежала жене запорожского войскового писаря Сиромахи, которая была фрейлиной-итальянкой российской императрицы (возможно, Елизаветы Петровны) в XVIII веке. В фамильном предании Капнистов указывалось, что в семействе Павла Козельского, который происходил по своей матери из рода Сиромахи и который был владельцем деревни Козельщина более чем за 20 лет до Каптистов, всегда существовало предание, «что чтимый в настоящее время образ Божией Матери принадлежал жене Сиромахи». В XIX веке икона стала семейной святыней графов Капнистов. Упоминание итальянского рода фрейлины стало одним из оснований для того, чтобы считать, что икона имеет итальянское происхождение. Около 1880-х годов икона была украшена серебряной массивной ризой.
От Павла Козельского известна другая версия возникновения иконы, которую услышал около 1863 года дворянин В. Ган. Козельский сообщил, что икону в начале XIX века ему прислала из Херсонской губернии в Козельщину мать Прасковья Дмитриевна. Также Козельский передал историю иконы, согласно которой, во время похода казаков на Константинополь в 1624 году один из запорожских казаков привез икону из Софийского собора, когда ворвался в него вместе другими казаками и в пылу битвы нечаянно рукою наткнулся на висевшую на стене икону и завладел ею.
Однако по мнению редакторов Православной энциклопедии искусствоведа Эллы Шевченко и протоиерея Георгия Бруско, обе версии имеют легендарный характер. По их мнению, деревянная основа, композиция и стилистические особенности иконы близки к исполнению Богородичных образов XVIII ― начала XIX века. 
Икона прославилась в связи с исцелением 21 февраля (5 марта) 1881 года по молитве перед ней графини Марии, дочери графа Владимира Капниста, страдавшей с 1880 года от болезни ноги, а затем и всего тела. Перед поездкой к врачам в Москву Мария обратилась с молитвой к Богородице и по семейной традиции почистила её ризу. По словам самой Марии Владимировны, она сразу после молитвы почувствовала облегчение и приехала в Москву к врачам совершенно здоровой. Также в Москве от иконы произошло ещё несколько исцелений. Когда семья возвратилась домой в Козельщину, вся окрестность уже знала об исцелениях от Козельщанской иконы, совершившихся в Москве, и многие собрались для поклонения образу. Так как хранить икону в доме уже не было возможности, то 23 апреля 1881 года она была перенесена в специально устроенную временную часовню.
В 1882 году для иконы была построена церковь. При ней в 1885 году была основана женская община, преобразованная 17 февраля (1 марта) 1891 года в Козельщанский Рождества Богородицы монастырь. Икона хранилась в монастыре до его закрытия в 1929 году. Затем икону прятали монахини. 23 февраля 1993 года икона вернулась во вновь открытый Козельщанский монастырь.

## Иконография
Козельщанская икона относится к иконописному типу Одигитрия. Богомладенец полулежит на руках Девы Марии, в правой руке он держит крест. На столике рядом с изображением помещены чаша и лжица, как символ таинства Причастия.

## «Хельсинкский» список и другие списки

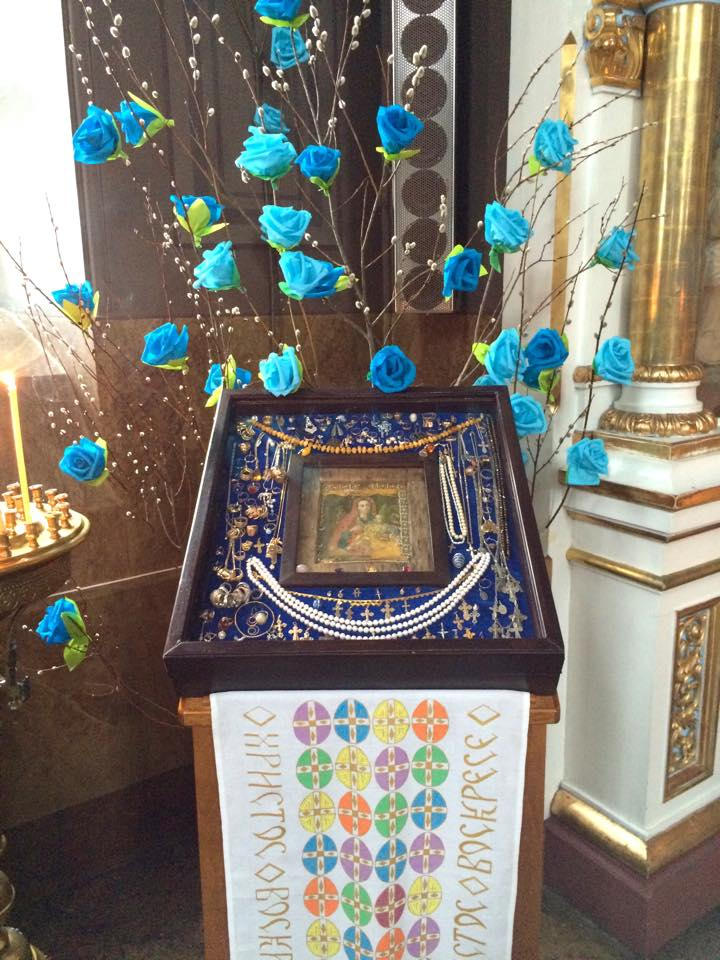
Козельщанская икона в Успенском соборе Хельсинки

Список Козельщанской иконы находится в Успенском соборе города Хельсинки и является одной из самых почитаемых икон Финляндии. Изначально он принадлежал праведному Иоанну Кронштадтскому и был подарен как молитвенное благословение родителям тяжелобольной девочки Анны из Выборга. Вскоре после появления в семье иконы и отслуженного перед ней молебна Анна выздоровела. Родители девочки передали образ в церковь Успения Пресвятой Богородицы на острове Сорвали (ныне Гвардейский в Выборге). Во время Великой Отечественной войны икона была перевезена в Хельсинки и помещена в Успенский собор. В июне 2010 года она была украдена из собора вместе с драгоценностями, которые приносили к ней верующие в благодарность за чудотворения и ради которых и была украдена. В феврале 2011 года икона была найдена в Турку, в выкопанной в земле яме, о чём сообщил сам похититель. Во время реставрации выяснилось, что икона была напечатана в Полтаве в 1885 году. После реставрации она была возвращена в Успенский собор.
Другие списки с Козельщанской иконы пребывают в Покровском монастыре около Золотоноши на Украине, Никольском монастыре в селе Городок (Украина), Никольском монастыре в Гомеле (Белоруссия), Троицком кафедральном соборе в Днепре (Украина), Горненском монастыре около Иерусалима.